# Markaz al Manzilah
Markaz al Manzilah (arabiska: مركز المنزلة) är en region i Egypten.   Den ligger i guvernementet Ad-Daqahliyya, i den norra delen av landet, 140 km nordost om huvudstaden Kairo.